# Jörg Scheck von Wald
Jörg Scheck von Wald (auch Georg Scheck von Wald oder Jörg Scheck vom Walde) († um 1450) war Burggraf von Steyr und stand in Lehensbeziehung zu den Wallseern.

## Leben
Jörg Scheck von Wald wurde Rat und Hauptmann von Herzog Albrecht V. (seit 1438 König Albrecht II.), war Inhaber des Landgerichts auf dem Tullnerfeld und stand in hohem Ansehen. Im Jahre 1429 ging Aggstein in seinen Besitz über und im Jahre 1438 erhielt er die Berechtigung zur Einhebung einer Donaumaut.
Nach dem Tod Albrechts im Jahre 1439 stand er auch im Dienste von dessen Nachfolger Friedrich III. und war als „Rat in Österreich“ Mitglied des Regiments (Regierung) für die Zeit der Abwesenheit des Herrschers als dieser im Jahre 1442 zur Königskrönung nach Aachen reiste. In diesem Jahr war er Vogt über alle salzburgischen Leute in Österreich und erzbischöflich-salzburgischer Hofmeister zu Arnsdorf, das bis zum Anfang des 19. Jahrhunderts im Besitz des Erzbistums Salzburg war.
Als Beisitzer im königlichen Kammergericht wurde er mit der Untersuchung über den wirtschaftlichen Niedergang von Krems und Stein beauftragt. In den letzten Lebensjahren war Jörg Scheck von Wald Kammermeister von Herzog Albrecht VI., dem Bruder König Friedrichs (seit 1452 Kaiser) und wird für 1450 als verstorben erwähnt.
Ein jüngerer Jörg Scheck von Wald, vermutlich der Sohn des Älteren, gehörte im Jahre 1472 als Diener zum Hofgesinde Kaiser Friedrichs III.

## Die Legende vom „Rosengärtlein“
Mit dem Namen Jörg oder Georg Scheck von Wald, der im Volksmund „Schreck vom Wald“ oder „Schreckenwald“ genannt wurde, ist vor allem die Legende vom „Rosengärtlein“ auf Burg Aggstein verbunden. Der berüchtigte und blutrünstige Burgherr ließ seine Gefangenen auf einen schmalen Felsvorsprung – das „Rosengärtlein“, wie er es zynisch nannte – bringen und stellte sie vor die Wahl zwischen Sprung in den Abgrund oder Verhungern. Die Legende mit historischem Kern aus dem 15. Jahrhundert ist seit dem 17. Jahrhundert überliefert.
Konflikte um die Mauteinhebung an der Donau und das adelige Fehdewesen bilden den Hintergrund dieser Legende. Die dadurch schwer geschädigte Bevölkerung machte aus dem historischen Scheck von Wald einen Raubritter. Welcher von beiden, der Ältere oder der Jüngere, der „Raubritter“ der Sage sein soll, lässt sich nicht sagen, vermutlich der Jüngere.
Irrtümlich versetzte ein Stiftsarchivar die Person des Jörg Scheck von Wald in die Zeit der Kuenringer-Herrschaft im 13. Jahrhundert, wodurch sich die Sage vom Rosengärtlein mit der Sage von den „Hunden von Kuenring“ verband. Die ebenfalls als Raubritter geltenden Brüder Heinrich und Hadmar von Kuenring mit dem Beinamen „Hund“ führten im Jahre 1230 eine Adelserhebung gegen Herzog Friedrich II. an und wurden besiegt. Durch die Identifikation Hadmars mit Schreckenwald wurde das Rosengarten-Motiv Teil der kuenringischen Sagentradition.

## Weblink
- Das Rosengärtlein auf Aggstein auf sagen.at, aufgerufen am 11. August 2013.